# Lynn Johnson
Lynn Efe Johnson, född 16 mars 1994 i Kortedala församling i Göteborg, är en svensk friidrottare med tresteg som specialgren. Hon tävlar för Ullevi FK. Lynn har afrikanskt påbrå då hennes far är född i Nigeria.
Lynn Johnson deltog vid junior-EM i Rieti, Italien 2013. Hon hoppade längst i trestegskvalet med 13,13 och kom sedan i finalen med 13,06 på 5:e plats.

## Personliga rekord
| Utomhus - Längdhopp – 6,20 (Västerås 9 augusti 2013) - Längdhopp – 6,20 (Västerås 10 augusti 2013) - Tresteg – 13.46 (Göteborg 20 juni 2012) | Inomhus - 60 meter – 8.32 (Göteborg 16 januari 2011) - Längdhopp – 6.25 (Norrköping 17 februari 2013) - Tresteg – 13.54 (Steinkjer, Norge 11 februari 2012) |

### Fotnoter
1. ↑  ”Stora SM 2009”. Arkiverad från originalet den 8 november 2015. https://archive.is/20151108174509/http://web.archive.org/web/20091213202749/http%3A//88.131.109.176/folksam/sm09/resultat.php. Läst 23 april 2013.
2. ↑  ”Stora SM 2011, dag 2” (htm). trackandfield.se. Arkiverad från originalet den 14 oktober 2012. https://web.archive.org/web/20121014231708/http://www.trackandfield.se/resultat/2011/110812.htm. Läst 17 april 2013.
3. ↑  ”Stora SM 2013, dag 4”. trackandfield.se. Arkiverad från originalet den 4 september 2013. https://web.archive.org/web/20130904001146/http://www.trackandfield.se/resultat/2013/130901.htm. Läst 2 september 2013.
4. ↑  ”Stora inne-SM 2013, resultat”. trackandfield.se. Arkiverad från originalet den 20 februari 2013. https://web.archive.org/web/20130220083140/http://www.trackandfield.se/Resultat/2013/130215.htm. Läst 18 februari 2013.
5. ↑  ”Stora inne-SM 2011 dag 2, resultat”. trackandfield.se. Arkiverad från originalet den 4 mars 2016. https://web.archive.org/web/20160304224608/http://www.trackandfield.se/resultat/2011/110227.htm. Läst 19 juli 2012.
6. ↑  ”Stora inne-SM 2012, resultat”. trackandfield.se. Arkiverad från originalet den 4 mars 2016. https://web.archive.org/web/20160304224853/http://www.trackandfield.se/Resultat/2012/120218_19.htm. Läst 19 juli 2012.
7. 1 2 3 4 5 6  ”Personsida på AllAthletics” (på engelska). all-athletics.com. Arkiverad från originalet den 7 november 2017. https://web.archive.org/web/20171107020016/http://www.all-athletics.com/node/340649. Läst 6 november 2017.
8. ↑  Sveriges befolkning 2000, Version 1.03, Sveriges Släktforskarförbund: Johnson, Lynn Efe
9. ↑  ”European Athletics U20 Championships - Rieti 2013” (på engelska). european-athletics.org. http://www.european-athletics.org/competitions/european-athletics-u20-championships/history/year=2013/results/index.html. Läst 1 november 2017.
10. 1 2 3  ”Personsida hos IAAF” (på engelska). iaaf.org. https://www.iaaf.org/athletes/sweden/lynn-johnson-250593. Läst 6 november 2017.
11. 1 2 3 4  ”Personsida på European Athletics' webbplats” (på engelska). european-athletics.org. http://www.european-athletics.org/athletes/group=j/athlete=158582-johnson-lynn/index.html. Läst 6 november 2017.